# جورجيوس أباريس
جورجيوس أباريس (باليونانية: Γιώργος Αμπάρης)‏ هو لاعب كرة قدم يوناني في مركز حراسة المرمى، ولد في 23 أبريل 1982 في ناوسا في اليونان. شارك مع منتخب اليونان تحت 21 سنة لكرة القدم ومنتخب اليونان الأولمبي لكرة القدم. أما مع النوادي، فقد لعب مع باس جيانينا وجامعة كلوج وسي إف آر كلوج ونادي أستيراس تريبوليس ونادي لاريسا.

## وصلات خارجية
- جورجيوس أباريس على موقع الاتحاد الدولي (مؤرشف)  (الإنجليزية)
- جورجيوس أباريس على موقع قاعدة بيانات كرة القدم.إي يو (الإنجليزية)
- جورجيوس أباريس على موقع Soccerway.com (الإنجليزية)
- جورجيوس أباريس على موقع أوليمبيديا (الإنجليزية)